# Жак Дюфіло
Жак Дюфіло́ (фр. Jacques Dufilho, повне ім'я — Жак Габріе́ль Дюфійо́ (фр. Jacques Gabriel Dufilho); нар. 14 лютого 1914, Бегль, Жиронда, Франція — 28 серпня 2005, Понсампер, Жер, Франція) — французький актор. Володар двох «Сезарів» за найкращу чоловічу роль другого плану .

## Біографія
Жак Габріель Дюфійо народився 14 лютого 1914 року у Беглі (департамент Жиронда у Франції) в сім'ї аптекаря. Займався сільським господарством, після чого у 1938 році поїхав до Парижа, щоб навчатися акторській справі. Поступивши до акторської школи знаменитого Шарля Дюлена, Дюфіло вчився у нього разом з Жаном Маре та Аленом Кюні. У 1939 році дебютував як театральний актор.
Наприкінці 1930-х брав участь у бойових діях Другої світової війни; під час нацистської окупації Франції переховував у своїй квартирі підпільників та допомагав їм перебратися через іспанський кордон.

## Кар'єра
За час своєї кар'єри у кіно Жак Дюфіло знався майже у 160 фільмах французького та італійського виробництва. Грав, як правило, ролі другого плану, часто комічні. Проте, актора знімали такі імениті режисери, як Анрі-Жорж Клузо, Жак Деланнуа, Луї Маль, Жан-П'єр Мокі, Вернер Герцоґ та Мішель Девіль. Свою найкращу і одну з рідкісних у своїй фільмографії головних ролей Дюфіло зіграв у «чорній» комедії Жан-Луї Трентіньяна «Один напружений день» (фр. Une journee bien remplie, 1973). Дві акторські премії «Сезар» Жак Дюфіло отримав за ролі суднового механіка в «Крабові-барабанщику» (фр. Le Crabe-Tambour, 1976), баладі П'єра Шендорфера про солдатські втрати колоніальних воєн, та самотнього гея-естета у «Поганому синові» (фр. Un mauvais fils, 1980) Клода Соте.
Серед найкращих театральних робіт Жака Дюфіло ролі у «Скупому» Мольєра (1962), «Сторожі» Гарольда Пінтера (1969), «Візиті дами» Фрідріха Дюренматта, які вважаються класикою французької акторської майстерності.
Помер Жак Дюфіло 28 серпня 2005 року на 92-му році життя. Після прощання у церкві Сент-Марі-де-Міранді актора було поховано на кладовищі в Понсампер (департамент Жер).
У некрологах актора грубувато-ласкаво називають la gueule, найвиразнішою «пикою» французького кіно.

## Фільмографія
| Рік       |    | Українська назва                                        | Оригінальна назва                               | Роль                                     |
| --------- | -- | ------------------------------------------------------- | ----------------------------------------------- | ---------------------------------------- |
| 1939      | ф  | Корсар                                                  | Le corsaire                                     |                                          |
| 1944      | ф  | Перший у зв'язці                                        | Premier de cordée                               | Фернар Лортьє                            |
| 1947      | ф  | Боротьба із злочинністю                                 | Brigade criminelle                              | Люсьєн                                   |
| 1948      | ф  | Лідер                                                   | La figure de proue                              | командувач Клеман                        |
| 1949      | ф  | Ферма семи гріхів                                       | La ferme des sept péchés                        | Франсуа Совіньян                         |
| 1949      | ф  | Histoires extraordinaires à faire peur ou à faire rire… | п'яний призовник                                |                                          |
| 1951      | ф  | Дорога Кароліна                                         | Caroline chérie                                 | камердинер Пон-Бенарже / Джузеппе        |
| 1951      | ф  | Бібі Фрікотен                                           | Bibi Fricotin                                   | дядько                                   |
| 1952      | ф  | Моя дружина, корова і я                                 | Ma femme, ma vache et moi                       |                                          |
| 1952      | ф  | Червона завіса                                          | Le rideau rouge                                 | актор                                    |
| 1952      | ф  | Шлях в Дамаск                                           | Le chemin de Damas                              | П'єр                                     |
| 1953      | ф  | Каприз дорогий Кароліни                                 | Un caprice de Caroline chérie                   | Джузеппе                                 |
| 1953      | ф  | Нічний кавалер                                          | Le chevalier de la nuit                         | Маршан, поліцейський                     |
| 1953      | ф  | Саадія                                                  | Saadia                                          | ватажок бандитів                         |
| 1954      | ф  | Кадет Руссель                                           | Cadet Rousselle                                 | Карлос                                   |
| 1955      | ф  | Мілорд Арсуйський                                       | Milord l'Arsouille                              |                                          |
| 1956      | ф  | Кюре у жебраків                                         | Mon curé chez les pauvres                       |                                          |
| 1956      | ф  | Марія-Антуанетта – королева Франції                     | Marie-Antoinette reine de France                | Марат                                    |
| 1956      | ф  | Життя прекрасне                                         | La vie est belle                                | Le chef de la fanfare                    |
| 1956      | ф  | Короткий розум                                          | Courte tête                                     | конюх                                    |
| 1956      | ф  | Собор Паризької Богоматері                              | Notre-Dame de Paris                             | Гійом Руссо                              |
| 1956      | ф  | Які ж чоловіки чудовиська!                              | Que les hommes sont bêtes                       | інспектор                                |
| 1957      | ф  | До останнього                                           | Jusqu'au dernier                                | Пепе                                     |
| 1957      | ф  | Шпигуни                                                 | Les espions                                     |                                          |
| 1957      | ф  | Мадемуазаль Стриптиз                                    | Mademoiselle Strip-tease                        | Педро                                    |
| 1957      | ф  | Наталі                                                  | Nathalie                                        | Симон, камердинер графині                |
| 1958      | ф  | Час крутих яєць                                         | Le temps des oeufs durs                         | Жуль Гранвів'є                           |
| 1958      | ф  | Дорогою, змусь мене боятися                             | Chéri, fais-moi peur                            | Еміль, коридорний                        |
| 1958      | ф  | І твою сестру                                           | Et ta soeur                                     | Пуймартен, автор                         |
| 1958      | ф  | Таксі, причіп і корида                                  | Taxi, roulotte et corrida                       | клієнт таксі                             |
| 1958      | ф  | Максіма                                                 | Maxime                                          | Флік                                     |
| 1959      | ф  | Маленький викладач                                      | Le petit prof                                   | Глава державної цивільної служби         |
| 1959      | ф  | Бобусс                                                  | Bobosse                                         | Гастон                                   |
| 1959      | ф  | Пройдисвіт                                              | I tartassati                                    | тюремний доглядач                        |
| 1959      | ф  | Русява Жулі                                             | Julie la rousse                                 | офіціант готелю                          |
| 1959      | ф  | Підписано: Арсен Люпен                                  | Signé: Arsène Lupin                             | Альберт                                  |
| 1959      | ф  | Робота — це свобода                                     | Le travail c'est la liberté                     | агент Грожан                             |
| 1960      | ф  | Навмисність                                             | Préméditation                                   | Мартіно                                  |
| 1960      | ф  | Зазі у метро                                            | Zazie dans le métro                             | Фердинанд Грейду                         |
| 1961      | ф  | Амазонки Риму                                           | Le vergini di Roma                              |                                          |
| 1961      | ф  | У пащі вовка                                            | Dans la gueule du loup                          | Поль Пруньє                              |
| 1961      | ф  | Чорний монокль                                          | Le monocle noir                                 | Шарве                                    |
| 1961      | ф  | У воді, в якій пузирі                                   | Dans l'eau qui fait des bulles                  | могильник                                |
| 1962      | ф  | Війна ґудзиків                                          | La guerre des boutons                           | батько Ацтека                            |
| 1962      | ф  | Сноби                                                   | Snobs!                                          | Ламботт та його брат                     |
| 1962      | ф  | Він, Вона або Воно                                      | La poupée                                       | індієць                                  |
| 1962      | ф  | Під світлом місяця у Мобежі                             | Un clair de lune à Maubeuge                     | Директор «Будинку Радіо»                 |
| 1963      | ф  | Удар дубиною                                            | Le coup de bambou                               | таксист                                  |
| 1963      | ф  | Драже з перцем                                          | Dragées au poivre                               | месьє Альфонсо, директор школи стриптизу |
| 1963      | ф  | Вбивця знає музику                                      | L'assassin connaît la musique...                | доктор Губло                             |
| 1964      | ф  | Спецагент у Венеції                                     | Agent spécial à Venise                          | Цезар, мажордом                          |
| 1964      | ф  | Візит                                                   | The Visit                                       | Фіш                                      |
| 1964      | ф  | Клементін, люба                                         | Clémentine chérie                               | іспанський слуга                         |
| 1964      | ф  | Великий переляк                                         | La grande frousse                               | Госсеран                                 |
| 1965      | ф  | Герцогське золото                                       | L'or du duc                                     | Аннібал                                  |
| 1965      | ф  | Комунальна квартира                                     | La communale                                    | фермер                                   |
| 1965      | ф  | Леді Л                                                  | Lady L                                          | мастильник                               |
| 1967      | с  | Лагардер                                                | Lagardère                                       | трубопровідник                           |
| 1967      | ф  | Голови, що горять                                       | Les têtes brûlées                               | Данте                                    |
| 1967      | ф  | Бенжамен, або Щоденник незайманого                      | Benjamin ou Les mémoires d'un puceau            | Каміль                                   |
| 1967      | ф  | Незнайомець з Шандігора                                 | L'inconnu de Shandigor                          | росіянин                                 |
| 1967      | ф  | А завтра?                                               | ¿Y mañana?                                      | Жером                                    |
| 1969      | ф  | Прекрасний аромат грошей                                | Un merveilleux parfum d'oseille                 | Джоб                                     |
| 1969      | ф  | Золота вдова                                            | Une veuve en or                                 | Жозеф, детектив                          |
| 1969      | ф  | Звіть мене Матильдою                                    | Appelez-moi Mathilde                            | Петіжан                                  |
| 1971      | ф  | Фантазія серед худоби                                   | Fantasia chez les ploucs                        | дядя Ной                                 |
| 1971      | ф  | Новобранці божеволіють                                  | Les bidasses en folie                           | полковник                                |
| 1972      | ф  | Тихіше!                                                 | Chut!                                           | Фріц Дюшарель                            |
| 1972      | ф  | Бригада у безумстві                                     | La brigade en folie                             | комісар Рішар                            |
| 1973      | ф  | Один напружений день                                    | Une journée bien remplie                        | Жан Руссо                                |
| 1973      | ф  | Небесні тіла                                            | Les corps célestes                              | священик                                 |
| 1973      | ф  | Супермен проти сходу                                    | Crash che botte!                                | Console Americano                        |
| 1973      | ф  | Великий алжирський оркестр                              | La grande nouba                                 | віконт Селестен Ґальміш де Квебедек      |
| 1974      | ф  | Досить воювати… краще працювати                         | Basta con la guerra... facciamo l'amore         | Густаво                                  |
| 1974      | ф  | Полковник Буттільон стає генералом                      | Il colonnello Buttiglione diventa generale      | полковник Рамбальдо Бутільон             |
| 1974      | ф  | Професор у супроводі батьків                            | Professore venga accompagnato dai suoi genitori | професор Густаво Негроні                 |
| 1974      | ф  | Еротоманія                                              | L'erotomane                                     | психіатр                                 |
| 1975      | ф  | Цей милий Віктор                                        | Ce cher Victor                                  | Віктор Лассаль                           |
| 1975—1990 | с  | Сінема 16                                               | Cinéma 16                                       | Гедеон                                   |
| 1976      | ф  | Солдати удачі                                           | Il soldato di ventura                           | Маріано де Трані                         |
| 1976      | ф  | Чорне і біле у кольорі                                  | La victoire en chantant                         | Поль Решампо                             |
| 1976      | ф  | Лікар... і студентка                                    | Il medico... la studentessa                     | полкоаник Орест Раселлі                  |
| 1976      | ф  | Обітниця невинності                                     | Voto di castità                                 | Ганнібал                                 |
| 1977      | ф  | Краб-барабанщик                                         | Le Crabe-Tambour                                | старший механік                          |
| 1977      | тф | Міледі                                                  | Milady                                          | командувач Гардфор                       |
| 1978      | ф  | Носферату: Примара ночі                                 | Nosferatu: Phantom der Nacht                    | капітан                                  |
| 1979      | тф | Остров'яни                                              | Les insulaires                                  | месьє Палладіон                          |
| 1979      | тф | П'ерро, мій друг                                        | Pierrot mon ami                                 | Муннезергус                              |
| 1979      | ф  | Вулиця довгого очікування                               | Rue du Pied de Grue                             | комісар                                  |
| 1979      | с  | Фантомас                                                | Fantômas                                        | інспектор Жюв                            |
| 1980      | ф  | Той, хто зробив усе це зі мною                          | Dimmi che fai tutto per me                      | «Додо» Спінакроче                        |
| 1980      | ф  | Кінь гордині                                            | Le cheval d'orgueil                             | Ален, дудусь                             |
| 1980      | ф  | Поганий син                                             | Un mauvais fils                                 | Адріан Дюссар                            |
| 1982      | тф | Зимова справа                                           | Un fait d'hiver                                 | Том                                      |
| 1982      | ф  | Чи є французи в залі?                                   | Y a-t-il un Français dans la salle?             | Жан-Марі, шантажист                      |
| 1982      | тф | Лонглюни                                                | Les longuelune                                  | Анрі                                     |
| 1983      | тф | Передозування                                           | L'intoxe                                        | месьє Дусе                               |
| 1983      | тф | Дивний замок доктора Лерна                              | L'étrange château du docteur Lerne              | доктор Лерне                             |
| 1984      | тф | Бажання літати                                          | Voglia di volare                                | панотець Давид                           |
| 1985      | с  | Мрії і реальність                                       | Sogni e bisogni                                 | Мале                                     |
| 1986      | тф | Безневинна жінка                                        | Une femme innocente                             | чоловік                                  |
| 1987      | ф  | Людина не була там                                      | L'homme qui n'était pas là                      | П'єр Строссер                            |
| 1988      | ф  | Ваш чоловік, що розкаявся                               | À notre regrettable époux                       | Ромео                                    |
| 1988      | ф  | Вуївра                                                  | La vouivre                                      | Урбан                                    |
| 1988      | с  | Вітер жнив                                              | Le vent des moissons                            | Александр Лекрерк                        |
| 1988      | ф  | Цвяхоїд                                                 | Mangeclous                                      | Маттасіас                                |
| 1989      | ф  | Кондорсе                                                | Condorcet                                       | Вольтер                                  |
| 1989      | ф  | Жінка-змія                                              | La Vouivre                                      |                                          |
| 1992      | ф  | Діти постраждалого в корабельній аварії                 | Les enfants du naufrageur                       | малий Луї                                |
| 1993      | ф  | Петен                                                   | Pétain                                          | Маршал Філіпп Петен                      |
| 1997      | ф  | В іноземній державі                                     | Nel profondo paese straniero                    | Домінік                                  |
| 1998      | ф  | Діти природи                                            | Les enfants du marais                           | старий чоловік                           |
| 1999      | ф  | Що є життя?                                             | C'est quoi la vie?                              | Ноель, дідусь                            |
| 2003      | ф  | Король вище хмар                                        | Là-haut, un roi au-dessus des nuages            | ректор                                   |

## Визнання
| Рік                            | Категорія                        | Фільм            | Результат |
| ------------------------------ | -------------------------------- | ---------------- | --------- |
| Премія «Сезар»                 |                                  |                  |           |
| 1978                           | Найкращий актор другого плану    | Краб-барабанщик  | Перемога  |
| 1981                           | Найкращий актор другого плану    | Поганий син      | Перемога  |
| 2000                           | Найкращий актор другого плану    | Що є життя?      | Номінація |
| 7 d'Or Night                   |                                  |                  |           |
| 1988                           | Найкращий актор                  | Безневинна жінка | Перемога  |
| Кінофестиваль в Сан-Себастьяні |                                  |                  |           |
| 1999                           | Золота мушля найкращому акторові | Що є життя?      | Перемога  |